# 15 de julho
15 de julho é o 196.º dia do ano no calendário gregoriano (197.º em anos bissextos). Faltam 169 dias para acabar o ano.

## Eventos históricos

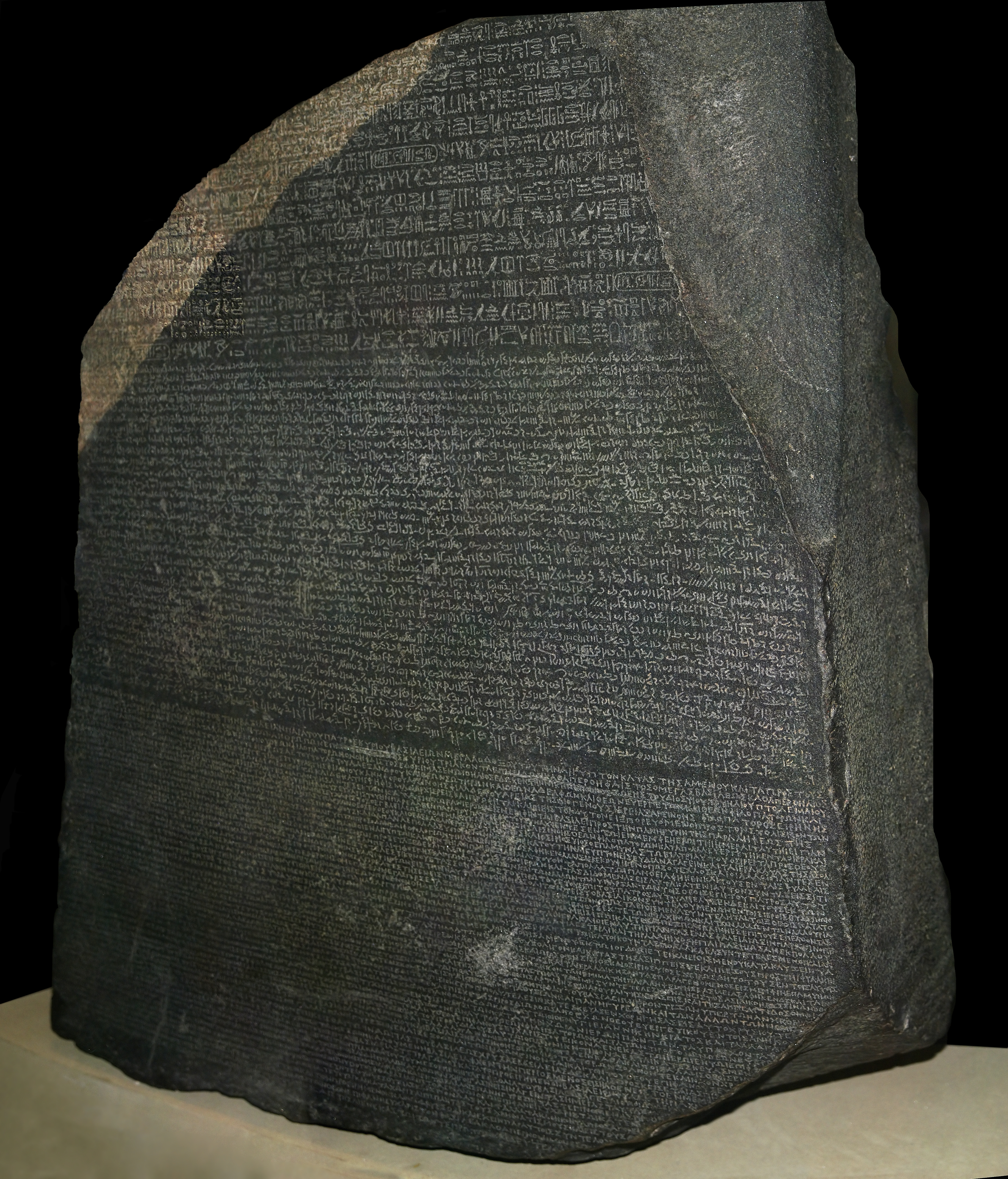
1799: A Pedra de Roseta é encontrada

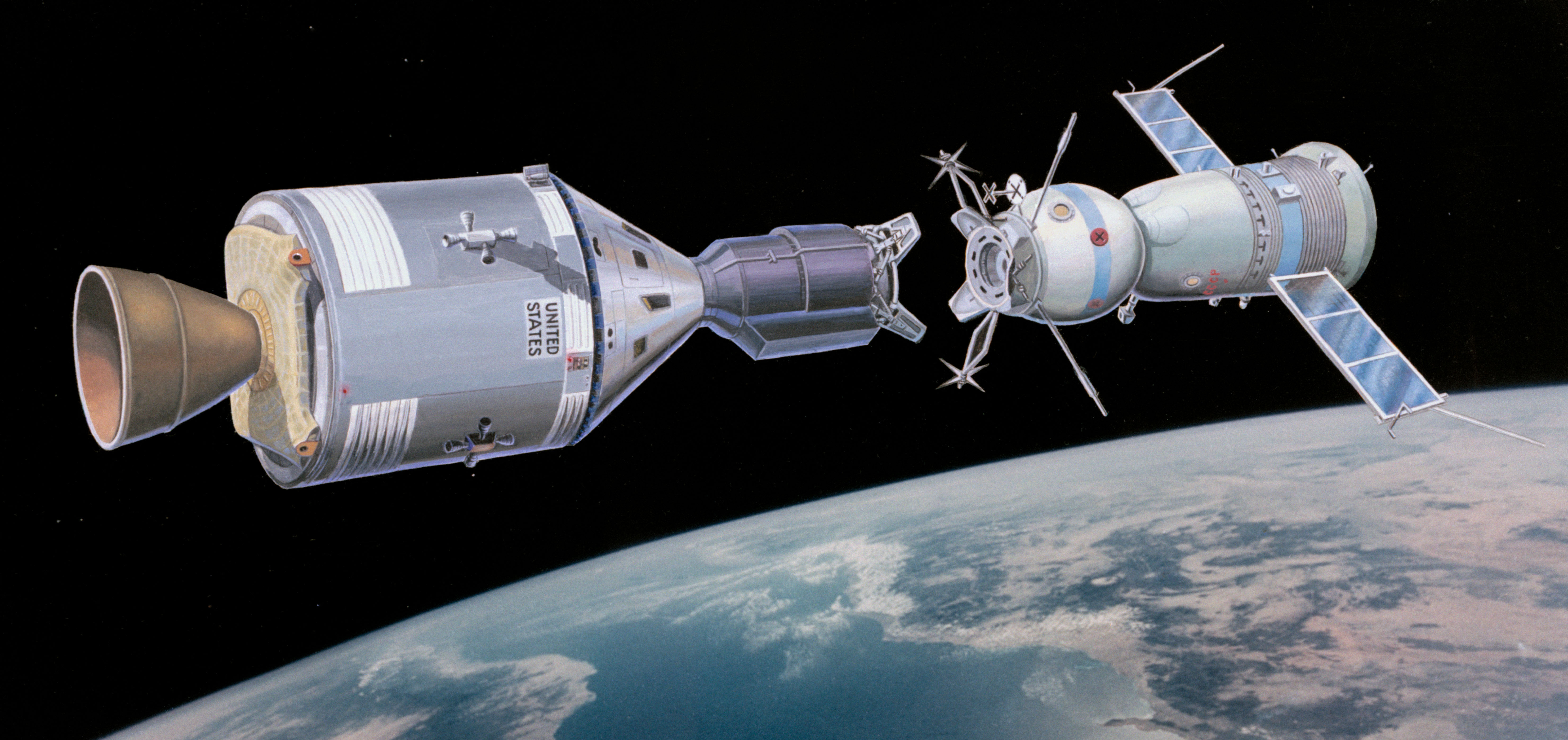
1975: Pintura comemorativa do Programa de Teste Apollo-Soyuz

- 0484 a.C. — Dedicação do Templo de Castor e Pólux na Roma Antiga.
- 0070 — Primeira Guerra Judaico-Romana: Tito e seus exércitos invadem os muros de Jerusalém. (17 de Tamuz no calendário hebraico).
- 0756 — Rebelião de Lushan: o imperador Xuanzong de Tang recebe ordens de seus guardas imperiais para executar o chanceler Yang Guozhong, forçando-o a cometer suicídio ou enfrentar um motim. O general An Lushan mandou matar outros membros da família do imperador.
- 1099 — Primeira Cruzada: soldados cristãos tomam a Basílica do Santo Sepulcro em Jerusalém após o ataque final de um cerco difícil.
- 1149 — A igreja reconstruída do Santo Sepulcro é consagrada em Jerusalém.
- 1207 — O rei João da Inglaterra expulsa os monges de Cantuária por apoiarem o arcebispo Stephen Langton.
- 1381 — John Ball, um líder da Revolta camponesa, é enforcado, arrastado e esquartejado na presença do rei Ricardo II da Inglaterra.
- 1410 — Batalha de Grunwald: as forças aliadas do Reino da Polônia e do Grão-Ducado da Lituânia derrotam o exército da Ordem Teutônica.
- 1482 — Maomé XII é coroado o vigésimo segundo e último rei nacérida de Granada.
- 1640 — A primeira universidade da Finlândia, a Academia Real de Turku, é inaugurada em Turku.[1]
- 1685 — Rebelião de Monmouth: Jaime Scott, 1.º Duque de Monmouth é executado em Tower Hill, Inglaterra, após sua derrota na Batalha de Sedgemoor em 6 de julho de 1685.
- 1789 — Revolução Francesa: Gilbert du Motier, Marquês de Lafayette, é nomeado por aclamação Coronel Geral da nova Guarda Nacional de Paris.
- 1799 — A Pedra de Roseta é encontrada na aldeia egípcia de Roseta durante a Campanha do Egito de Napoleão Bonaparte.
- 1806 — Expedição Pike: o tenente do Exército dos Estados Unidos, Zebulon Pike, inicia uma expedição de Forte Bellefontaine, perto de St. Louis, Missouri, para explorar o oeste.
- 1815 — Guerras Napoleônicas: Napoleão Bonaparte se entrega a bordo do HMS Bellerophon.
- 1823 — Um incêndio destrói a antiga Basílica de São Paulo Extramuros, em Roma, Itália.
- 1826 — Ocorre o congresso pan-americano no Panamá, sob auspícios de Simón Bolívar, que tinha por objetivo unificar os novos Estados americanos.
- 1834 — A Inquisição espanhola é oficialmente abolida depois de quase 356 anos de atuação.
- 1849 — Ocorre o primeiro ataque aéreo da história; Áustria lança balões sem piloto contra a cidade de Veneza.[2]
- 1870 — A Terra de Rupert e o Território do Noroeste são transferidos da Companhia da Baía de Hudson para o Canadá, e são criados a partir desses vastos territórios a província de Manitoba e os Territórios do Noroeste.
- 1888 — O estratovulcão Monte Bandai entra em erupção, matando aproximadamente 500 pessoas na província de Fukushima, Japão.[3]
- 1889 — Pedro II do Brasil sofre atentado ao sair de uma apresentação teatral no Rio de Janeiro.
- 1910 — Em seu livro Psiquiatria Clínica, Emil Kraepelin dá nome à doença de Alzheimer, nomeando-a em homenagem ao seu colega Alois Alzheimer.
- 1918 — Primeira Guerra Mundial: início da Segunda Batalha do Marne, a última ofensiva alemã na frente ocidental. Os exércitos alemães são derrotados ao tentar tomar Paris.
- 1927 — Massacre de Viena de 1927: oitenta e nove manifestantes são mortos pela polícia austríaca em Viena.
- 1941 — O Holocausto: a Alemanha nazista inicia a deportação de 100 000 judeus da Holanda ocupada para campos de extermínio.[4]
- 1946 — Bornéu do Norte, atual Sabá, Malásia, é anexado pelo Reino Unido.
- 1954 — O Boeing 367-80, o protótipo das séries Boeing 707 e C-135, realiza seu primeiro voo.
- 1955 — Dezoito laureados com o Prêmio Nobel assinam a Declaração de Mainau contra as armas nucleares, posteriormente coassinada por outros trinta e quatro.
- 1966 — Guerra do Vietnã: Os Estados Unidos e o Vietnã do Sul iniciam a Operação Hastings para expulsar os norte-vietnamitas da Zona Desmilitarizada vietnamita.
- 1974 — Em Nicósia, Chipre, nacionalistas patrocinados pela junta grega lançam um golpe de Estado, depondo o presidente Makarios e instalando Nikos Sampson como presidente cipriota.
- 1975 — Corrida espacial: o Programa de Teste Apollo-Soyuz apresenta uma missão conjunta do Projeto Apollo e do programa espacial soviético que efetua uma acoplagem em órbita da Terra de uma espaçonave dos Estados Unidos com uma da União Soviética. Foi o último lançamento de uma nave espacial Apollo e da família de foguetes Saturno.
- 1983
  - A Nintendo lançou o Famicom no Japão.[5]
  - Um ataque no Aeroporto de Orly, em Paris, é efetuado pela organização militante armênia ASALA, deixando oito pessoas mortas e 55 feridas.
- 1996
  - O governo brasileiro sanciona lei que proíbe o fumo em ambientes públicos fechados.[6]
  - Um C-130 Hércules da Força Aérea Belga que transportava a banda de marcha do Exército Real Holandês cai ao pousar no Aeroporto de Eindhoven.[7]
- 2003 — AOL Time Warner desfaz o Netscape. A Mozilla Foundation é criada no mesmo dia.
- 2006 — O Twitter é lançado, tornando-se uma das maiores plataformas de mídia social do mundo.
- 2009 — O voo Caspian Airlines 7908 cai perto de Janatabade, Gazvim, Irã, matando 168.
- 2014 — Um trem descarrila no metrô de Moscou, matando pelo menos 24 pessoas e ferindo mais de 160 pessoas.[8]
- 2016 — Facções das Forças Armadas da Turquia tentam um golpe de Estado.
- 2018 — A França vence a Croácia e é campeã da Copa do Mundo FIFA de 2018.

## Nascimentos

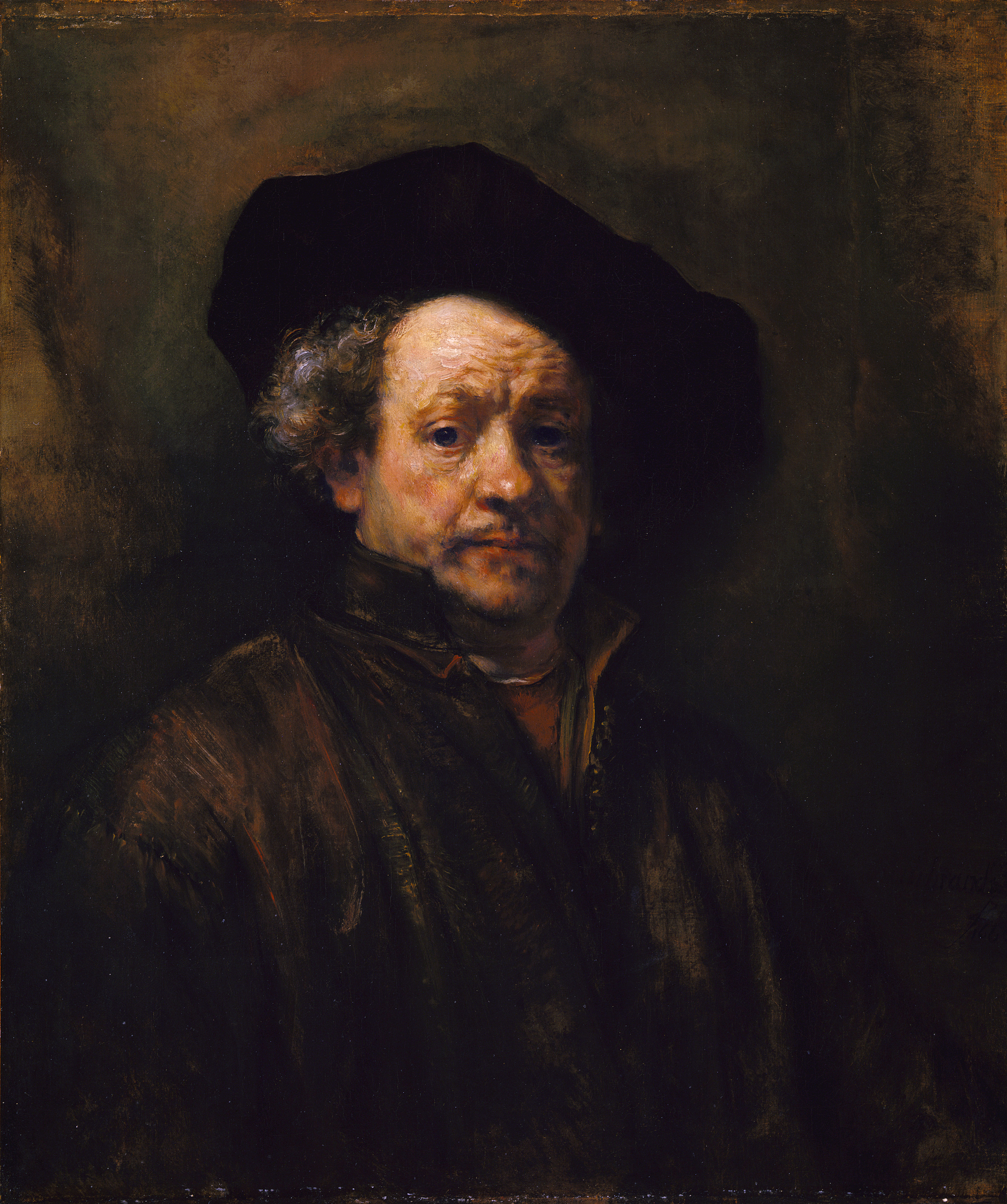
Rembrandt

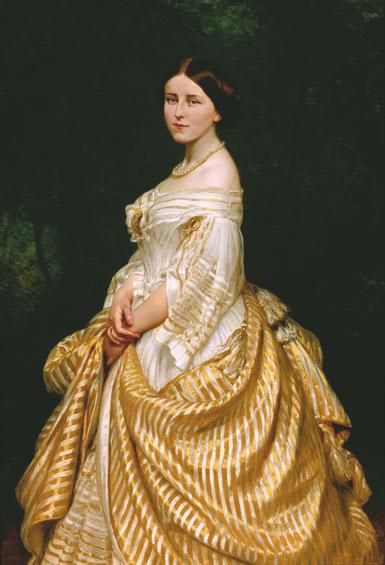
Estefânia de Hohenzollern-Sigmaringen

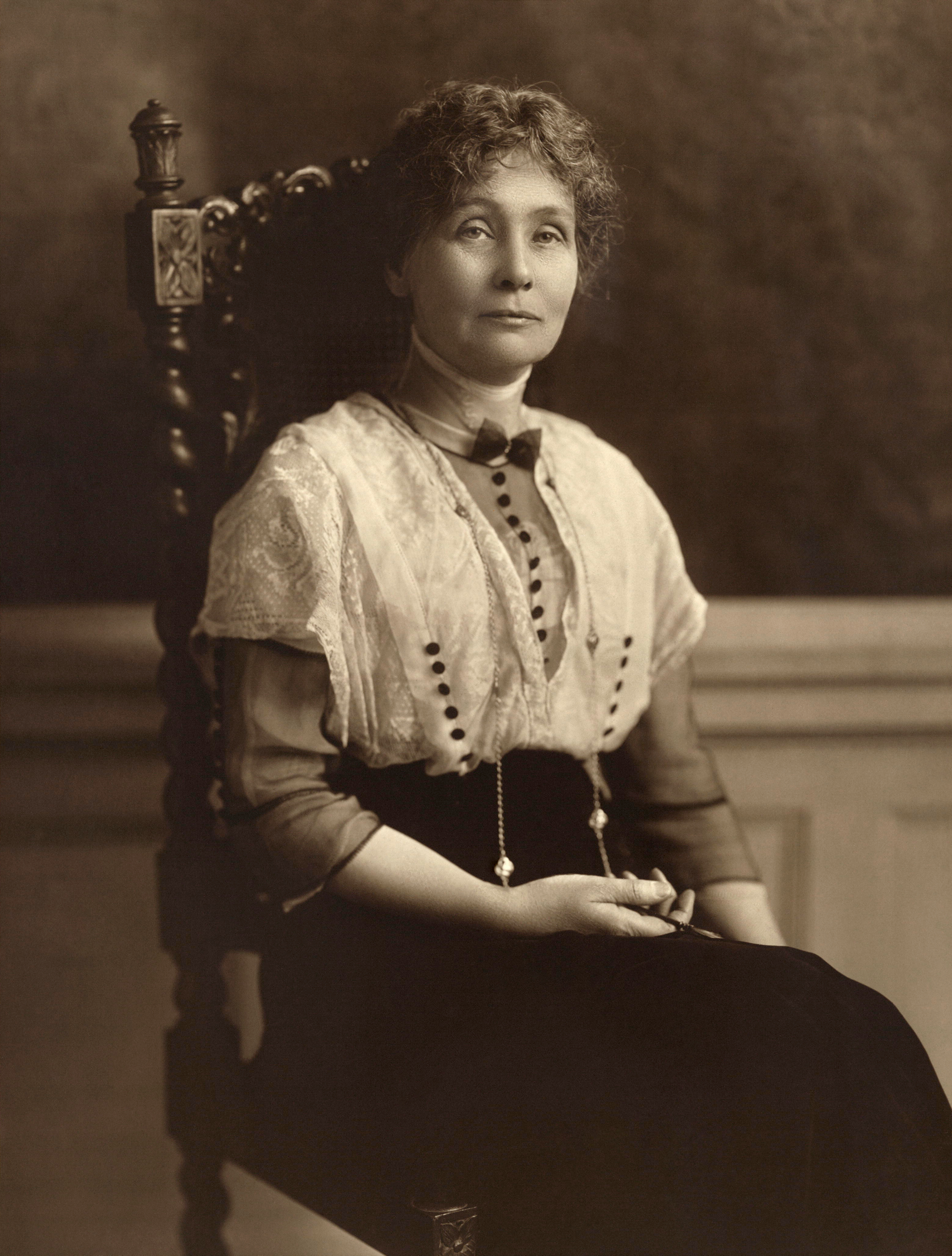
Emmeline Pankhurst

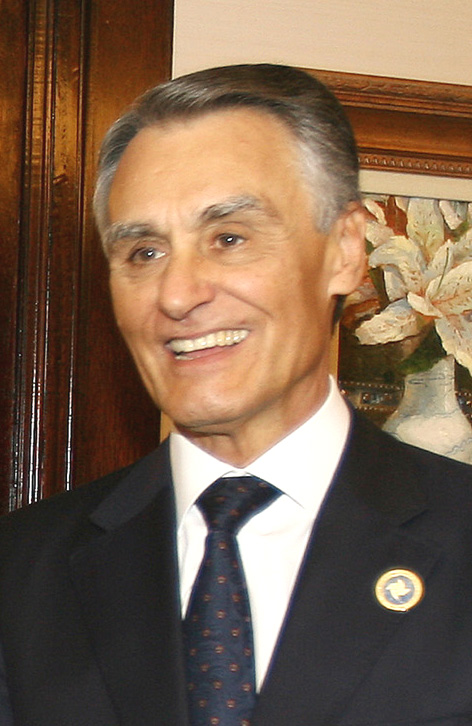
Aníbal Cavaco Silva

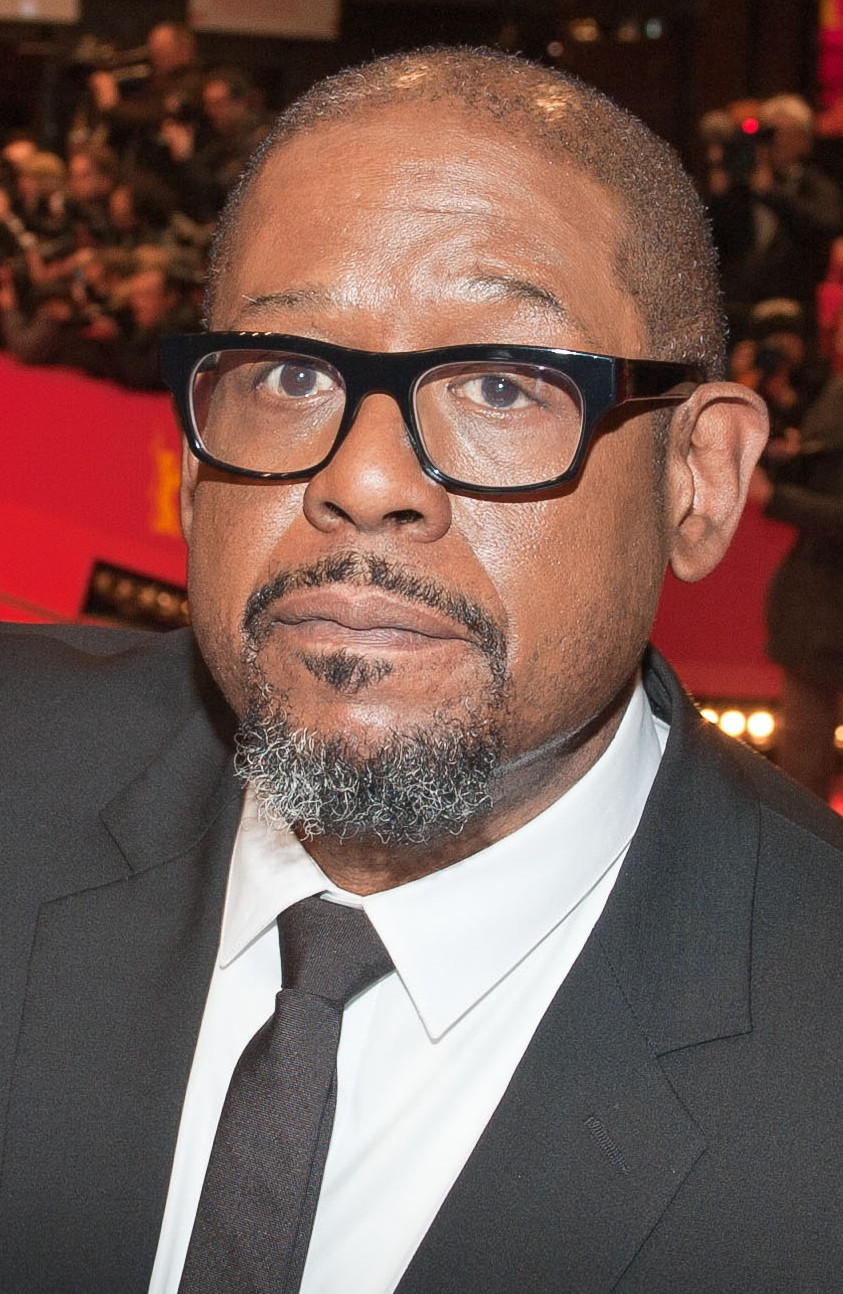
Forest Whitaker

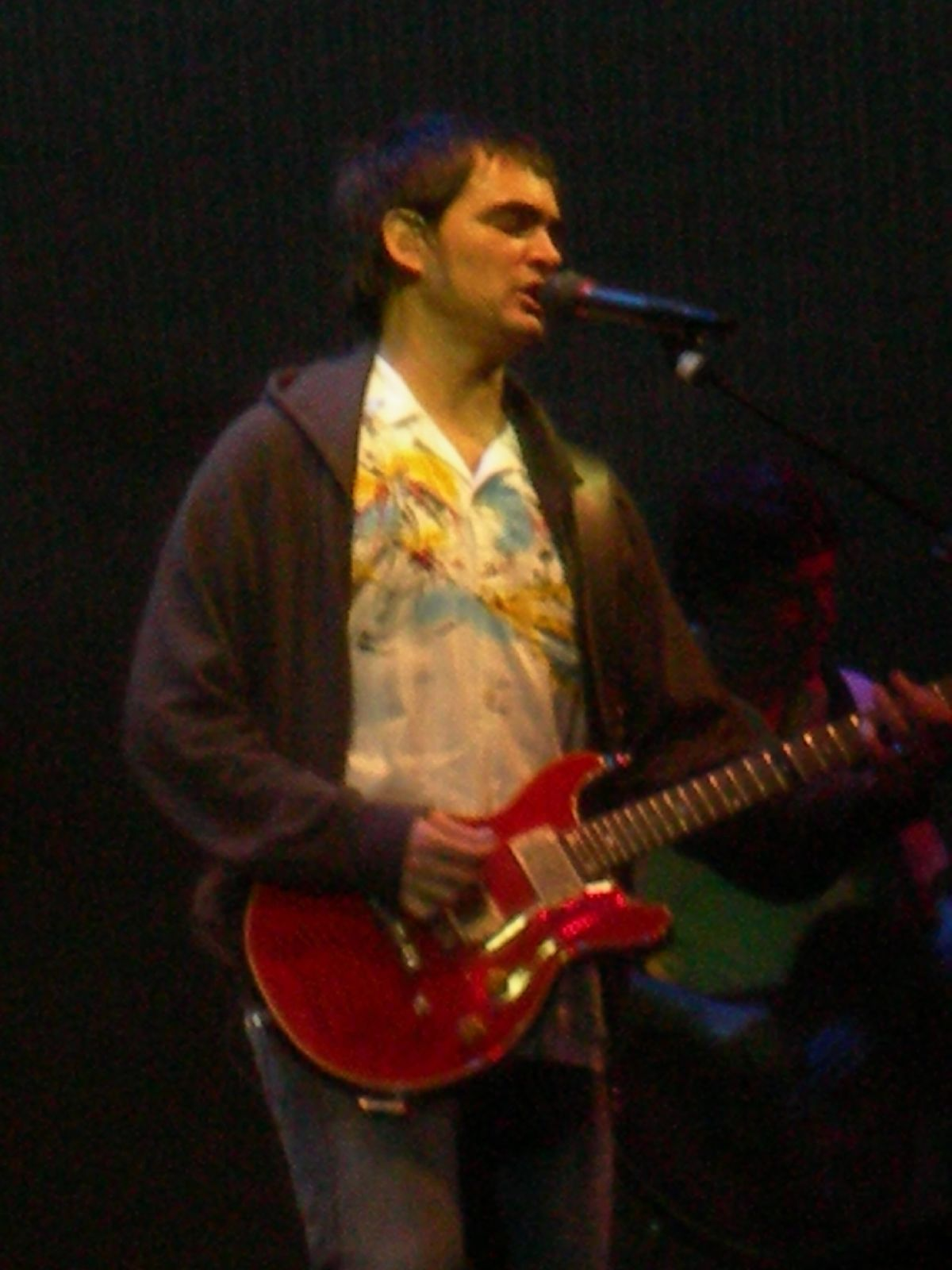
Samuel Rosa

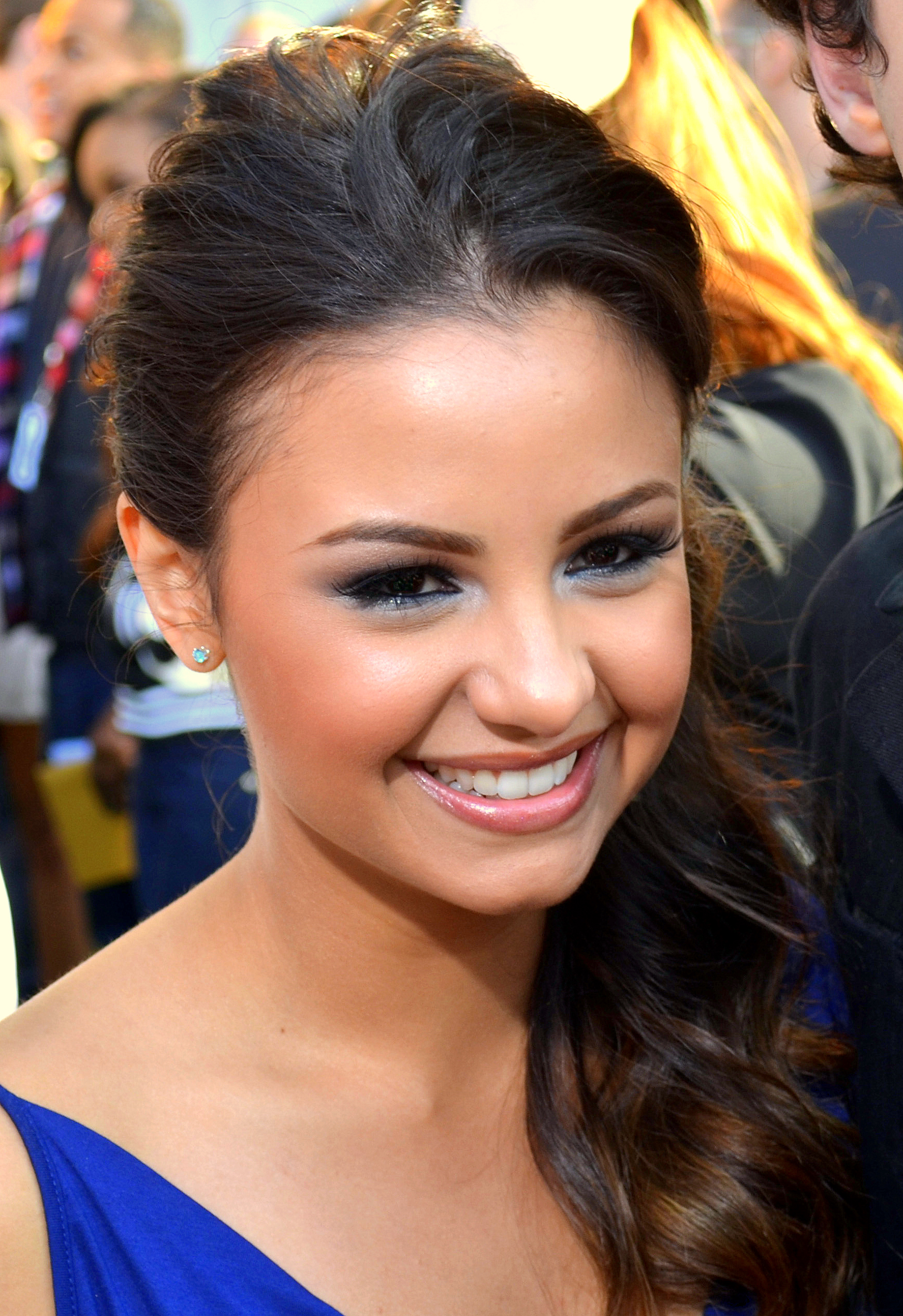
Aimee Carrero

### Anteriores ao século XIX
- 0980 — Ichijō, imperador japonês (m. 1011)
- 1353 — Vladimir Andreyevich, o Bravo, príncipe russo (m. 1410).
- 1359 — Antonio Correr, cardeal italiano (m. 1445).
- 1455 — Yun, rainha coreana (m. 1482).
- 1471 — Alexandre da Etiópia (m. 1494).
- 1478 — Bárbara Jagelão, duquesa consorte da Saxônia (m. 1534).
- 1573 — Inigo Jones, arquiteto inglês (m. 1652).
- 1606 — Rembrandt, pintor e gravador neerlandês (m. 1669).
- 1613 — Gu Yanwu, filólogo e geógrafo chinês (m. 1682).
- 1631 — Richard Cumberland, filósofo inglês (m. 1718).
- 1638 — Giovanni Buonaventura Viviani, violinista e compositor italiano (m. 1693).
- 1646 — Frederico I, Duque de Saxe-Gota-Altemburgo (m. 1691).
- 1704 — August Gottlieb Spangenberg, bispo e teólogo alemão (m. 1792)
- 1718 — Alexander Roslin, pintor sueco (m. 1787).
- 1750 — Francisco, Duque de Saxe-Coburgo-Saalfeld (m. 1806)
- 1788 — Henrique Ernesto de Almeida Coutinho, poeta português (m. 1868).
- 1796 — Thomas Bulfinch, mitologista estadunidense (m. 1867).
- 1799 — Reuben Chapman, advogado e político estadunidense (m. 1882).

### Século XIX
- 1808 — Edward Manning, cardeal britânico (m. 1892).
- 1810 — Johann Löwenthal, enxadrista alemão (m. 1875).
- 1812 — Benno Adam, pintor alemão (m. 1892).
- 1817 — John Fowler, engenheiro britânico (m. 1898).
- 1827 — W. W. Thayer, advogado e político estadunidense (m. 1899).
- 1831 — Reinhold Begas, escultor alemão (m. 1911).
- 1837 — Estefânia de Hohenzollern-Sigmaringen (m. 1859).
- 1845 — Maria Teresa de Áustria-Teschen (m. 1927).
- 1848 — Vilfredo Pareto, economista e sociólogo italiano (m. 1923).
- 1850 — Francisca Xavier Cabrini, freira e santa ítalo-americana (m. 1917).
- 1854 — Jacek Malczewski, pintor polonês (m. 1929).
- 1858 — Emmeline Pankhurst, ativista político e sufragista britânica (m. 1928).
- 1865
  - Alfred Harmsworth, empresário e editor anglo-irlandês (m. 1922).
  - Wilhelm Wirtinger, matemático e teórico austríaco-alemão (m. 1945).
- 1867 — Jean-Baptiste Charcot, físico e explorador francês (m. 1936).
- 1870 — Leonid Krasin, engenheiro, diplomata e político russo (m. 1926).
- 1871
  - Henryk Arctowski, cientista, oceanógrafo e explorador polonês (m. 1958).
  - José Enrique Rodó, escritor uruguaio (m. 1917).
- 1872 — Jean Dargassies, ciclista francês (m. 1965).
- 1883 — Louis Lavelle, filósofo francês (m. 1951).
- 1887 — Gabriel Constantinovich da Rússia (m. 1955).
- 1888 — Nathan Levinson, engenheiro de som norte-americano (m. 1952).
- 1889 — Marjorie Rambeau, atriz norte-americana (m. 1970).
- 1892 — Walter Benjamin, filósofo e crítico alemão (m. 1940).
- 1893
  - William Dieterle, cineasta alemão (m. 1972).
  - Nurul Amin, jurista e político paquistanês (m. 1974).
  - Enid Bennett, atriz australiano-americana (m. 1969).
- 1895 — Irina Alexandrovna da Rússia (m. 1970).
- 1898 — Henry des Abbayes, botânico francês (m. 1974).

### Século XX

#### 1901–1950
- 1902 — Jean Rey, advogado e político belga (m. 1983).
- 1905 — Chaudhry Muhammad Ali, político paquistanês (m. 1982).
- 1907 — Shoshin Nagamine, militar e mestre de caratê japonês (m. 1997).
- 1909 — Georges Verriest, futebolista francês (m. 1985).
- 1910 — Enrique Guaita, futebolista ítalo-argentino (m. 1959).
- 1911 — Aleksandar Tirnanić, futebolista e treinador de futebol sérvio (m. 1992).
- 1914 — Birabongse Bhanubandh, nobre e automobilista tailandês (m. 1985).
- 1915
  - Albert Ghiorso, químico estadunidense (m. 2010).
  - David Tree, ator britânico (m. 2009).
  - Lance Tingay, jornalista, escritor e historiador britânico (m. 1990).
- 1918 — Bertram Brockhouse, físico canadense (m. 2003).
- 1921
  - Jean Heywood, atriz britânica (m. 2019).
  - Robert Bruce Merrifield, bioquímico estadunidense (m. 2006).
- 1922 — Leon Max Lederman, físico norte-americano (m. 2018).
- 1925 — D. A. Pennebaker, cineasta e documentarista estadunidense (m. 2019).
- 1926 — Leopoldo Galtieri, militar e político argentino (m. 2003).
- 1927 — Carmen Zapata, atriz estadunidense (m. 2014).
- 1928
  - Pal Benko, enxadrista húngaro (m. 2019).
  - Elmer George, automobilista norte-americano (m. 1976).
- 1929 — Ian Stewart, automobilista britânico (m. 2017).
- 1930 — Jacques Derrida, filósofo francês (m. 2004).
- 1931 — Clive Cussler, escritor norte-americano (m. 2020).
- 1932
  - Paulo Moura, músico brasileiro (m. 2010).
  - Ed Litzenberger, jogador canadense de hóquei no gelo (m. 2010).
- 1933
  - Julian Bream, músico britânico (m. 2020).
  - John Hopfield, físico, biólogo e neurologista norte-americano.
- 1934
  - Harrison Birtwistle, compositor britânico (m. 2022).
  - Enrique Mateos, futebolista espanhol (m. 2001).
- 1935 — Ken Kercheval, ator estadunidense (m. 2019).
- 1936 — Larry Cohen, diretor, produtor de cinema e roteirista estadunidense (m. 2019).
- 1939
  - Aníbal Cavaco Silva, político português.
  - Patrick Wayne, ator norte-americano.
- 1942 — Mil Máscaras, ex-lutador profissional e ator mexicano.
- 1943 — Jocelyn Bell Burnell, astrofísica britânica.
- 1944 — Jan-Michael Vincent, ator estadunidense (m. 2019).
- 1945
  - Luiz Carlos Lacerda, diretor de cinema brasileiro.
  - David Granger, militar e político guianês.
- 1946
  - Linda Ronstadt, cantora estadunidense.
  - Hassanal Bolkiah, sultão de Brunei.
  - Dieter Herzog, ex-futebolista alemão.
- 1948 — Artimus Pyle, baterista e compositor estadunidense.
- 1949
  - Trevor Horn, músico britânico.
  - Mohammed bin Rashid Al Maktoum, político emiradense.
  - Carl Bildt, político sueco.
- 1950 — Arianna Huffington, jornalista e escritora greco-americana.

#### 1951–2000
- 1951 — Gregory Isaacs, cantor e compositor jamaicano (m. 2010).
- 1952
  - Terry O'Quinn, ator estadunidense.
  - Alejandro Abascal, ex-velejador espanhol.
- 1953
  - Alicia Bridges, cantora americana.
  - Jean-Bertrand Aristide, político haitiano.
  - Michaël Dudok de Wit, desenhista, diretor e animador neerlandês.
- 1954
  - Mario Kempes, ex-futebolista, treinador de futebol e comentarista esportivo argentino.
  - Tarak Dhiab, ex-futebolista tunisiano.
- 1956
  - Marky Ramone, músico estadunidense.
  - Ian Curtis, músico britânico (m. 1980).
  - Jorginho Mello, político brasileiro.
  - Emmanuel Kundé, futebolista camaronês (m. 2025).
  - Joe Satriani, guitarrista estadunidense.
- 1957 — Radamés Lattari, treinador de vôlei e dirigente esportivo brasileiro.
- 1959
  - Gilberto, cantor e compositor brasileiro.
  - Patrick Timsit, ator, roteirista e diretor francês.
- 1960 — Willie Aames, ator estadunidense.
- 1961
  - Forest Whitaker, ator estadunidense.
  - Lolita Davidovich, atriz canadense.
- 1962
  - Michelle Ford, ex-nadadora australiana.
  - Glen Rogers, serial killer norte-americano (m. 2025).
- 1963 — Brigitte Nielsen, atriz dinamarquesa.
- 1964 — Vladimir Soria, ex-futebolista e treinador de futebol boliviano.
- 1965
  - Yasutoshi Miura, ex-futebolista e treinador de futebol japonês.
  - Rob White, engenheiro automobilístico britânico.
- 1966
  - Samuel Rosa, cantor, compositor e guitarrista brasileiro.
  - Irène Jacob, atriz franco-suíça.
  - Jason Bonham, músico britânico.
  - Amanda Foreman, atriz estadunidense.
  - Shari Headley, atriz norte-americana.
  - Petar Mihtarski, ex-futebolista búlgaro.
- 1968
  - Leticia Calderón, atriz mexicana.
  - Eddie Griffin, ator, comediante e rapper norte-americano.
  - Rosalinda Celentano, atriz e cantora italiana.
- 1969 — Anatoli Nankov, ex-futebolista búlgaro.
- 1970 — Rogério de Moura, cineasta, roteirista e ator brasileiro.
- 1972
  - Scott Foley, ator estadunidense.
  - Lee Eun-kyung, arqueira sul-coreana.
  - Yao Defen, chinesa considerada a mulher mais alta do mundo até a data de sua morte (m. 2012).
- 1973
  - John Dolmayan, baterista armênio-americano.
  - Brian Austin Green, ator estadunidense.
- 1974
  - Nuno Eiró, apresentador de televisão português.
  - Takashi Hirano, ex-futebolista japonês.
- 1976
  - Diane Kruger, atriz e modelo estadunidense.
  - Marco Di Vaio, ex-futebolista italiano.
- 1977
  - Ray Toro, guitarrista estadunidense.
  - Lana Parrilla, atriz estadunidense.
  - Roberto Brown, ex-futebolista panamenho.
- 1978 — Leon Kantelberg, ex-futebolista neerlandês.
- 1979
  - Alexander Frei, ex-futebolista e treinador de futebol suíço.
  - Pyotr Bystrov, ex-futebolista russo.
- 1980
  - Mike Zambidis, lutador de kickboxing grego.
  - Bruno Mbanangoyé, ex-futebolista gabonês.
  - Jasper Pääkkönen, ator finlandês.
  - Roger González, ator, cantor, apresentador e dublador mexicano.
- 1981
  - José María Calvo, ex-futebolista argentino.
  - Marius Stankevičius, ex-futebolista lituano.
  - Peter Odemwingie, ex-futebolista nigeriano.
  - Sébastien Rosseler, ex-ciclista belga.
  - Taylor Kinney, modelo e ator estadunidense.
  - Qu Bo, ex-futebolista chinês.
- 1983 — Nelson Merlo, automobilista brasileiro.
- 1984
  - Jéferson, ex-futebolista brasileiro.
  - Édgar Barreto, ex-futebolista paraguaio.
- 1985
  - Graziano Pellè, ex-futebolista italiano.
  - Burak Yılmaz, ex-futebolista turco.
  - Sergeiy Chepchugov, ex-futebolista russo.
- 1986 — Mateus Liduário, cantor e compositor brasileiro.
- 1987 — Junya Tanaka, futebolista japonês.
- 1988
  - Franco Jara, futebolista argentino.
  - Jan Koprivec, futebolista esloveno.
  - Aimee Carrero, atriz dominicana.
- 1989
  - Tristan Wilds, ator estadunidense.
  - Alisa Kleybanova, ex-tenista russa.
  - Isaura, cantora e compositora portuguesa.
- 1990
  - Damian Lillard, jogador de basquete estadunidense.
  - Alexander Calvert, ator canadense.
- 1991
  - Derrick Favors, jogador de basquete estadunidense.
  - Danilo, futebolista brasileiro.
  - Evgeny Tishchenko, pugilista russo.
  - Shogo Taniguchi, futebolista japonês.
- 1992
  - Yoshinori Muto, futebolista japonês.
  - Samya Pascotto, atriz brasileira.
  - Koharu Kusumi, cantora, modelo e atriz japonesa.
- 1993
  - Gabriel Xavier, futebolista brasileiro.
  - Alula Girma, futebolista etíope.
- 1994
  - Rennan da Penha, DJ e produtor musical brasileiro.
  - Mason Dye, ator estadunidense.
  - Misael Bueno, ex-futebolista brasileiro.
  - Otto Vergaerde, ciclista belga.
- 1995
  - Matt Grimes, futebolista britânico.
  - Corentin Jean, futebolista francês.
  - Luke Kornet, jogador de basquete norte-americano.
  - İrfan Kahveci, futebolista turco.
- 1996
  - Vivianne Miedema, futebolista neerlandesa.
  - Lisa Klein, ciclista alemã.
  - Trevor Stines, ator norte-americano.
- 1997
  - Maycon de Andrade Barberan, futebolista brasileiro.
  - Michaela Polleres, judoca austríaca.
  - Jil Teichmann, tenista suíça.
- 1998 — Tanner Maguire, ator norte-americano.
- 1999
  - Seda Tutkhalyan, ginasta russa.
  - Amanda Azevedo, atriz brasileira.
- 2000
  - Paulinho, futebolista brasileiro.
  - Julio Peña, ator e cantor espanhol.

### Século XXI
- 2002
  - Fernanda Concon, atriz brasileira.
  - Adil Aouchiche, futebolista francês.
- 2008 — Iain Armitage, ator estadunidense.

## Mortes

### Anteriores ao século XIX
- 0756 — Yang Guifei, consorte do imperador Xuanzong de Tang (n. 719).

- 0998 — Abu al-Wafa' Buzjani, matemático e astrônomo persa (n. 940).
- 1015 — Vladimir I, grão-príncipe da Rússia de Quieve (n. 958).
- 1117 — Anselmo de Laon, teólogo francês (n. 1050).
- 1274 — Boaventura, bispo e santo italiano (n. 1221).
- 1291 — Rodolfo I da Germânia (n. 1218).
- 1299 — Érico II da Noruega (n. 1268).
- 1381 — John Ball, sacerdote inglês (n. 1338).
- 1445 — Joana Beaufort, rainha da Escócia (n. ?).
- 1542 — Lisa Gherardini, tema da pintura de Leonardo da Vinci, Mona Lisa (n. 1479).
- 1544 — Renato de Châlon, Príncipe de Orange (n. 1519).
- 1609 — Annibale Carracci, pintor italiano (n. 1560).
- 1614 — Pierre de Brantôme, militar, historiador e escritor francês (n. 1540).
- 1664 — Abraham Ecchellensis, filósofo e linguista libanês (n. 1605).
- 1685 — Jaime Scott, 1.º Duque de Monmouth, general e político anglo-neerlandês (n. 1649).
- 1765 — Charles-André van Loo, pintor francês (n. 1705).
- 1789 — Jacques Duphly, músico e compositor francês (n. 1715).

### Século XIX
- 1828 — Jean-Antoine Houdon, escultor francês (n. 1741).
- 1857 — Carl Czerny, pianista e compositor austríaco (n. 1791).
- 1885 — Rosalía de Castro, escritora e poetisa espanhola (n. 1837).

### Século XX
- 1904 — Anton Tchekhov, dramaturgo e contista russo (n. 1860).
- 1921 — Alphonsus de Guimaraens, poeta brasileiro (n. 1870).
- 1923 — Semyon Alapin, enxadrista russo (n. 1856).
- 1956 — Ernest Bloch, compositor estadunidense (n. 1880).
- 1971 — Bill Thompson, cantor, dublador e ator de rádio estadunidense (n. 1913).
- 1974 — Christine Chubbuck, jornalista estadunidense (n. 1944).
- 1977 — Misha'al bint Fahd al Saud, princesa saudita (n. 1958).
- 1990 — Margaret Lockwood, atriz britânica (n. 1916).
- 1997 — Gianni Versace, estilista italiano (n. 1946).

### Século XXI
- 2008 — György Kolonics, canoísta húngaro (n. 1972).
- 2011 — Googie Withers, atriz britânica (n. 1917).
- 2013 — Sebastião Vasconcelos, ator brasileiro (n. 1927).
- 2017 — Martin Landau, ator norte-americano (n. 1928).
- 2019
  - Rex Richards, químico britânico (n. 1922).
  - Marc Batchelor, futebolista sul-africano (n. 1970).
- 2020 — Severino Cavalcanti, político brasileiro (n. 1930).
- 2022 — Luiz Gastão de Orléans e Bragança, descendente da família imperial brasileira (n. 1938).

## Feriados e eventos cíclicos
- Festival de Castor e Pólux (no Império Romano).

### Internacional
- Dia Mundial das Habilidades da Juventude

### Brasil
- Dia Nacional do Pecuarista
- Dia Nacional dos Clubes
- Dia Nacional do Homem
- Aniversário da cidade de Benedito Leite, Maranhão.
- Aniversário da cidade de Juazeiro, Bahia.
- Aniversário da cidade de Irati, Paraná.
- Aniversário da cidade de Luminárias, Minas Gerais

### Cristianismo
- Bernardo II de Baden-Baden
- Boaventura
- Dispersão dos apóstolos
- Henrique II
- Jacó de Nísibis
- Vladimir I de Quieve

## Outros calendários
- No calendário romano era o dia dos idos de julho.
- No calendário litúrgico tem a letra dominical G para o dia da semana.
- No calendário gregoriano a epacta do dia é xii.